# Шофёрша
«Шофёрша» — советская шуточная песня, написанная около 1940 года под влиянием песни Михаила Светлова «За зелёным забориком». Впоследствии получила популярность в качестве «дворовой» песни неизвестного автора. На советской эстраде исполнялась трио «Меридиан», в том числе в их исполнении прозвучала в военном фильме 1983 года «Торпедоносцы».

## История создания
Я влюблён в шофёршу крепко, робко.

Ей в подарок от меня — коробка,

А в коробке, например, манто вам

И стихи поэта Лермонто́ва.
По версии, излагаемой Руфью Тамариной, Игорем Царёвым, Дмитрием Быковым и другими, источником для песни о шофёрше послужила песня, написанная в 1938 году Михаилом Светловым на собственные стихи и известная по первой строчке под названием «За зелёным забориком». Для текста этой песни были характерны составные рифмы, например:
Я измученным лицом яснею —
Может быть, увижуся я с нею, 
Может быть, со мной до вечера
Будешь ты бродить доверчиво…
Дмитрий Быков называет эту «непритязательную песенку» «первой авторской песней в советской истории», которая «стала петься повсеместно и обросла бесчисленными вариантами», начиная с 1938 года, когда сам Светлов начал её напевать в дружеских компаниях. Игорь Царёв указывает в качестве возможного источника вдохновения для песни Светлова на песню «Бразильский крейсер» (стихи Игоря Северянина), известную в исполнении Александра Вертинского.
Пародию на песню Светлова, также построенную на составных рифмах, написал кто-то из первых выпускников Литинститута (по другим данным, ИФЛИ), вероятно Александр Раскин или Ян Сашин. Позже, однако, стихотворение издавалось в авторском сборнике Бориса Смоленского. В качестве авторов песни также иногда ошибочно называют Юлия Кима и Александра Галича.
Ты к груди моей припала, Женя,

Вот такое, Ваня, положенье,

Будем видеться мы реже, Ваня,

Нам предвидятся переживанья.
Песня «Шофёрша» стала институтским фольклором, а впоследствии к ней стали дописываться новые куплеты. В результате устной передачи из текста постепенно исчезло упоминание Нины, зато появились новые персонажи, Женя и Ваня.
Уже после войны на мелодию «Шофёрши» Михаилом Львовским была написана песня «Глобус», ставшая туристским гимном.

## Влияние
По мнению Дмитрия Быкова, песню «Шофёрша» знал Булат Окуджава. «Вполне вероятно, что именно она послужила прообразом „Нади-Наденьки“ — тоже песни о шофёрше, только управляет она не „фордом“, а троллейбусом».

## Исполнения
Песня вошла в репертуар вокального трио «Меридиан», созданного в 1975 году. По словам Яна Бруштейна (мужа основательницы ансамбля Надежды Лукашевич), «песню эту напел ребятам в г. Шуе старый преподаватель местного универа, выпускник довоенного ИФЛИ (…) Потом были найдены ещё несколько вариантов, и из всего скомпоновалось то, что поёт „Меридиан“». В исполнении трио песня звучит в военном фильме 1983 года «Торпедоносцы», в котором Надежда Лукашевич исполняет одну из главных ролей, а два других участника трио снялись в эпизоде, где компания моряков с гитарой идёт к причалу.
В 2015 году песню «Шофёрша» в программе «Новогодняя ночь на Первом канале» исполнили Николай Расторгуев и группа «Любэ», в 2020 году на телешоу «Три аккорда» — артист Александр Яцко.